# Harrison A. Williams

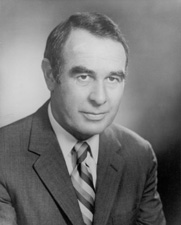
Harrison A. Williams

Harrison Arlington Williams (* 10. Dezember 1919 in Plainfield, New Jersey; † 17. November 2001 in Denville, New Jersey) war ein US-amerikanischer Politiker (Demokratische Partei), der den Bundesstaat New Jersey in beiden Kammern des Kongresses vertrat. Er wurde im Zuge der Operation Abscam des FBI verurteilt.

## Leben
Nach seinem Studium an der Georgetown University und seiner Zeit bei der United States Navy machte Harrison Williams 1948 seinen Abschluss an der Law School der Columbia University, woraufhin er in die Anwaltskammer aufgenommen wurde und in New Hampshire zu praktizieren begann. 1949 verlegte er seine Kanzlei in seinen Heimatort Plainfield.
Danach schlug Williams eine politische Laufbahn ein. Er kandidierte 1951 zunächst erfolglos für das Repräsentantenhaus von New Jersey. Danach saß er aber als Vertreter seines Staates von 1953 bis 1957 im Repräsentantenhaus und von 1959 bis 1982 im Senat der Vereinigten Staaten. Er engagierte sich für den Ausbau von Wohlfahrtsprogrammen und Öffentlichem Verkehr. Weiterhin setzte er sich für die Belange von Arbeitern wie bessere Alters- und Gesundheitsvorsorge, sowie Arbeitsschutzregelungen (z. B. die Einrichtung der Occupational Safety and Health Administration) ein. Der 1968 erlassene, sogenannte Williams Act, trägt seinen Namen. Harrison Williams gehört zu einer Reihe von Politikern, die sich zu ihrer Alkoholsucht bekannten.

## Korruption und Operation Abscam
Zur Bekämpfung der Korruption und dem Handel mit gestohlenen Waren startete das FBI 1978 die Operation Abscam. In diesem Zusammenhang gründeten die Ermittlungsbehörden die Firma „Abdul Enterprises, Ltd.“ und verdeckte FBI-Ermittler gaben sich als Geschäftsleute aus dem Nahen Osten aus. Bei geheimen Treffen mit Amtsträgern, welche auf Video aufgezeichnet  wurden, versprachen die Agenten diesen Geld im Gegenzug für politische Unterstützung zugunsten eines ungenannten Scheichs. Williams wurde wegen der Entgegennahme von Bestechungsgeldern verurteilt und legte sein Mandat nieder. Er war seit über 80 Jahren der erste US-Senator, der eine Gefängnisstrafe antreten musste. Er wurde 1986 aus der Haft entlassen und verstarb 2001 krebserkrankt an Herzversagen. Eine an US-Präsident Bill Clinton gerichtete Bitte um Begnadigung im Zuge eines presidential pardon wurde abgelehnt.